# Kasiruta
Kasiruta is een Indonesisch eiland van de Batjaneilanden in de provincie Noord-Molukken. Het eiland ligt ten noordwesten van het hoofdeiland Batjan (Indonesische spelling: Bacan). Ten zuiden ligt het eiland Mandioli. Het is het op een na grootste eiland van de Bacanarchipel, met een oppervlak van bijna 400 km²; het hoogste punt is 730 m boven zeeniveau. 